# 小唐纳德·威尔斯·道格拉斯
小唐纳德·威尔斯·道格拉斯（英語：Donald Wills Douglas Jr.，1917年7月3日—2004年10月3日），美国男子帆船运动员。他曾代表美国参加1932年夏季奥林匹克运动会帆船比赛，联同罗伯特·卡尔森、弗雷德里克·科南特、查尔斯·史密斯、坦普尔·阿什布鲁克和埃米特·戴维斯获得一枚银牌。

## 家庭
父亲老唐纳德·威尔斯·道格拉斯。